# Watykańskie Obserwatorium Astronomiczne
Watykańskie Obserwatorium Astronomiczne (w źródłach również jako Obserwatorium Watykańskie; łac. Specula Vaticana, ang. Vatican Observatory, wł. Specola Vaticana) – obserwatorium astronomiczne zajmujące się badaniami astronomicznymi i popularyzacją astronomii, położone w Castel Gandolfo we Włoszech. Obserwatorium jest wyposażone m.in. w: 40-cm teleskop optyczny o ogniskowej 6 m produkcji niemieckiej firmy Carl Zeiss, podwójny astrograf Zeissa, teleskop Schmidta, Vatican Advanced Technology Telescope (od 1993). W skład Obserwatorium wchodzą również kolekcja meteorytów, wykorzystywana do badania historii Układu Słonecznego oraz biblioteka zawierająca 22 tys. tomów, w tym dzieła naukowe Kopernika, Galileusza, Newtona, Keplera, Brahego, Claviusa i Secchiego. Od 2015 roku dyrektorem Obserwatorium jest Guy Consolmagno.
Obserwatorium powstało w 1891 roku z inicjatywy papieża Leona XIII. Pierwotnie znajdowało się w sąsiedztwie bazyliki św. Piotra. Zadaniem obserwatorium miało być pokazanie, że kościół katolicki wspiera rozwój nauki oraz że wiara i nauka wzajemnie się uzupełniają. W następnych latach kolejni papieże w różnym stopniu wspierali działalność Obserwatorium. Obserwatorium zatrudnia jezuitów, stanowi również jedną z pierwszych instytucji astronomicznych na świecie, które zatrudniało kobiety. Na początku XX wieku zostały zatrudnione siostry zakonne Emilia Ponzoni, Regina Colombo, Concetta Finardi i Luigia Panceri, które zajmowały się analizą zebranych zdjęć i obliczeniami. 
W związku z rosnącym zanieczyszczeniem świetlnym w 1932 roku w Castel Gandolfo rozpoczęto budowę nowego obserwatorium. Nowa siedziba została oddana do użytku kilka lat później. Badania za pomocą dostarczonego w 1957 roku teleskopu Schmidta zarzucono na początku lat 80. w związku z zanieczyszczeniem świetlnym, uniemożliwiającym prowadzenie dalszych badań. W 1981 roku Watykańskie Obserwatorium Astronomiczne powołało w Obserwatorium Stewarda Arizona University instytucję naukową Vatican Observatory Research Group (VORG), które miało prowadzić badania naukowe, uniemożliwione przez rosnące zanieczyszczenie świetlne w Rzymie.
W latach 50. i 60. XX wieku Obserwatorium Watykańskie przygotowało własny system fotometryczny, nazwany Vatican Observatory Photometric System (VOS). Zadaniem systemu było badanie gwiazd podwójnych i zmiennych oraz analizowanie jasności obiektów astronomicznych. W 1960 roku astronomowie z Obserwatorium Watykańskiego jako pierwsi na świecie wykonali kolorowe zdjęcie zielonego błysku.
W 1986 roku Watykańskie Obserwatorium Astronomiczne zorganizowało pierwszą edycję Watykańskiej Letniej Szkoły Astronomii, spotkań z młodymi astronomami rozpoczynającymi prace naukową. Kolejne edycje odbywają się co dwa lata. 
Planetoida (2045) Vatican nosi nazwę na cześć Watykańskiego Obserwatorium Astronomicznego. Ponadto 30 innych planetoid nazwano na cześć jezuitów związanych zawodowo z Obserwatorium.